# Palenica Białczańska
Palenica Białczańska – polana w Tatrach Wysokich położona w Dolinie Białki na wysokości ok. 990 m n.p.m. Stanowi punkt końcowy dla ruchu zmotoryzowanego, zmierzającego Drogą Oswalda Balzera w kierunku Morskiego Oka. Jest tu także końcowy przystanek busów PKS, mikrobusów oraz postój góralskich fasiągów.
Dawniej na polanie znajdowały się szopy pasterskie górali z Białki Tatrzańskiej. W 1951 r. wybudowano murowany budynek, później kolejne. W 1962 r. na polanie zbudowano duży parking samochodowy. Parkować tu może do 850 samochodów, wszystkie miejsca są jednak objęte systemem elektronicznej rezerwacji TPN. Po zapełnieniu się parkingu pojazdy posiadaczy rezerwacji kierowane są na pobocze drogi między Łysą Polaną a Palenicą Białczańską oraz na oddaloną o ok. 1,5 km Łysą Polanę.
Na Palenicy Białczańskiej znajdują się kasy biletowe oraz najliczniej uczęszczane wejście do Tatrzańskiego Parku Narodowego: w 2005 r. weszło tędy 623 500 osób, czyli 31,5% wszystkich turystów w TPN. Niegdyś istniała tutaj również strażnica Straży Granicznej, przekształcona obecnie w ośrodek wypoczynkowy pograniczników. Szosą z Palenicy do Morskiego Oka mogą jeździć jedynie odpowiednie służby, od 1998 r. zakaz wjazdu dotyczy też rowerów.

## Szlaki turystyczne
- na Rusinową Polanę i do Zazadniej.
  - Czas przejścia z Palenicy na Rusinową Polanę: 40 min, z powrotem 30 min
  - Czas przejścia z Rusinowej Polany do Zazadniej: 1 h, ↑ 1:15 h
- szosa do Morskiego Oka, od której przy Wodogrzmotach Mickiewicza (50 min, ↓ 40 min) odchodzą szlaki:
  -  ze schroniska na polanie Stara Roztoka do Doliny Roztoki, a dalej do Doliny Pięciu Stawów Polskich.
    - Czas przejścia ze schroniska do Wodogrzmotów Mickiewicza: 15 min, z powrotem 10 min
    - Czas przejścia znad Wodogrzmotów do Doliny Pięciu Stawów: 2:05 h, ↓ 1:30 h

  -  z Toporowej Cyrhli przez Psią Trawkę, Rówień Waksmundzką i dalej od Wodogrzmotów wzdłuż szosy nad Morskie Oko.
    - Czas przejścia z Równi Waksmundzkiej do Wodogrzmotów: 1:15 h, z powrotem 1:35 h
    - Czas przejścia od Wodogrzmotów do Morskiego Oka: 1:30 h, ↓ 1:15 h[3].